# Claire Lasne Darcueil
Claire Lasne Darcueil (ou Claire Lasne-Darcueil), née le 18 mai 1966 à Paris, est une comédienne, metteuse en scène, autrice, directrice de théâtre, réalisatrice et productrice de cinéma. Elle est la première femme à diriger le Conservatoire national supérieur d'art dramatique de Paris (CNSAD) de 2013 à 2023.
Avant de diriger le CNSAD, elle co-dirige le Centre dramatique régional Poitou-Charentes et crée des spectacles destinés à être joués sous chapiteau. Là elle travaille avec des personnes sourdes, aveugles, et multi handicapées. Elle co-dirige la  Maison du comédien Maria-Casarès en Charente. Lorsqu'elle est nommée au CNSAD, elle s'attache à apporter de la diversité au Conservatoire.

## Biographie

### Enfance et formation
Claire Lasne Darcueil pratique le théâtre depuis l'âge de dix ans grâce à un professeur qui lui a fait découvrir l'art de la scène. Elle commence sa formation professionnelle de comédienne à Paris, d'abord à l'École nationale supérieure des arts et techniques du théâtre (ENSATT), puis au Conservatoire national supérieur d'art dramatique, d’où elle sort diplômée en 1990.

### Carrière
Claire Lasne Darcueil monte cinq textes de l’auteur Mohamed Rouabhi et fonde en 1993, avec lui, la Compagnie Les Acharnés.
Elle dirige, avec Laurent Darcueil, le Centre dramatique régional Poitou-Charentes de 1998 à 2007, puis avec Vincent Gatel de 2007 à 2010. Ses spectacles sont créés pour être joué sous un chapiteau dans un milieu rural. Le Printemps Chapiteau se déroule sur dix éditions. La plupart des spectacles sont repris au Festival d'Avignon. Durant ces dix ans, elle travaille avec des personnes sourdes, aveugles, et multi handicapées,.
Elle dirige avec Vincent Gatel, de 2011 à 2013, La Maison du comédien Maria-Casarès, centre culturel de rencontres situé à Alloue en Charente. En parallèle, elle poursuit son activité de metteuse en scène au sein de sa compagnie Dehors / dedans.
En décembre 2013, elle est nommée directrice du Conservatoire national supérieur d'art dramatique en remplacement de Daniel Mesguich,,. Elle travaille à apporter de la diversité au conservatoire en informant, mettant en place des bourses, des outils et des classes préparatoires gratuites comme Horizon Théâtre à Arcueil,. En 2021, elle invite Guillaume Brac à écrire un long-métrage à destination d’une promotion d’étudiants, À l'abordage.
Elle monte l'intégrale des pièces de Tchekhov dans l'ordre chronologique.
En juillet 2023, elle laisse sa place à la tête du Conservatoire national supérieur d'art dramatique à Sandy Ouvrier.

## Théâtre

### Comédienne
- 1991 : Revue de Marc Dugowson, mise en scène Marc Dugowson
- 1991 : Catherine de Heilbronn de Heinrich von Kleist, mise en scène Isabelle Janier
- 1992 : Andromaque de Jean Racine, mise en scène Marc Zammit
- 1992 : Mood Pieces d'après Tennessee Williams, mise en scène Stuart Seide
- 1994 : The Pitchfork Disney de Philip Ridley, mise en scène Anne Torrès
- 1994 : Expédition Rabelais de François Rabelais, mise en scène Anne Torrès
- 1995 : Et pourtant ce silence ne pouvait être vide de Jean Magnan, mise en scène Françoise Lepoix
- 1995 : La Promenade  d'après Robert Walser, mise en scène Gilberte Tsaï
- 1995 : Othon  de Pierre Corneille, mise en scène Anne Torrès
- 1998 : Miss Nobody d’Anne Torrès mise en scène Anne Torrès
- 2005 : Lysistrata  d’Aristophane mise en scène Nicolas Fleury
- 2006 : L'Ours  d’Anton Tchekhov, mise en scène Arlette Bonnard
- 2007 : Le Square  de Marguerite Duras, mise en scène Nicolas Fleury
- 2009 : Hamlet de William Shakespeare, mise en scène Claire Lasne Darcueil
- 2010 : Pacamambo de Wajdi Mouawad, mise en scène Nicolas Fleury
- 2010 : Cabaret conception Richard Sammut
- 2010 : Bienheureux celui qui s'assied de Alexandre Doublet, mise en scène Alexandre Doublet
- 2010 : D'ici là, on peut rêver de Claire Lasne-Darcueil, mise en scène Claire Lasne Darcueil
- 2019 : Notre spectacle un soir de Manon Chircen
- 2021 : Les Hortensias de Mohamed Rouabhi, mise en scène Patrick Pineau

### Metteuse en scène
- 1994 : Les Fragments de Kaposi de Mohamed Rouabhi
- 1996 : Être sans père (Platonov) d'Anton Tchekhov
- 1997 : Jérémy Fisher de Mohamed Rouabhi
- 1997 : Les Nouveaux Bâtisseurs de Mohamed Rouabhi
- 2000 : Ivanov d’Anton Tchekhov
- 2002 : L'Homme des bois d'Anton Tchekhov
- 2002 : La demande en mariage d’Anton Tchekhov
- 2002 : Dom Juan de Molière
- 2004 : Joyeux anniversaire de Claire Lasne-Darcueil
- 2004 : Princes et Princesses de Michel Ocelot
- 2006 : La Mouette d'Anton Tchekhov
- 2008 : La Deuxième Ligne de Marie-France Marsot
- 2009 : Hamlet de William Shakespeare
- 2009 : Tout le monde peut pas s'appeler Durand d'après Alain Bashung
- 2010 : D'ici là, on peut rêver de Claire Lasne Darcueil
- 2013 : Trois sœurs  d'après Anton Tchekhov
- 2013 : Pour le meilleur création collective
- 2023 : L'amour et les forêts d'après Anton Tchekhov d'après L’Homme des Bois et Oncle Vania[14].

### Autrice
- 2004 : Joyeux anniversaire
- 2009 : Tout le monde peut pas s'appeler Durand  d'après Alain Bashung
- 2010 : D'ici là, on peut rêver
- 2013 : Trois sœurs d'après Anton Tchekhov
- 2018 : Ce sera comme ça

### Réalisatrice et productrice de cinéma
- 1990 : Déminage, court métrage, 17 min, actrice[15]
- 1999 : Mais ils sont où les gens ? Documentaire, 70 min, réalisation Claire Lasne-Darcueil, Eric Watt, Laurent Ziserman, productrice[16] ;
- 2002 : Mais ils cherchent quoi les gens ? Documentaire, 80 min, productrice[17].